# Maurice Terrier
Maurice Terrier (datas desconhecidas) foi um ciclista francês que participava em competições de ciclismo de pista. Competiu nos Jogos Olímpicos de Verão de 1900 em Paris.